# 菊池則忠
菊池 則忠（きくち のりただ）は、幕末の肥後国球磨郡米良領主。小川城主。米良栄叙の嫡男。

## 生涯
肥後国球磨郡米良小川（現在の宮崎県西米良村小川）に生まれる。嘉永元年（1848年）12月に父が没し、翌年3月、20歳の時に家督を継ぎ17代米良領主となった。米良宗家の代々の仮名である主膳を称す。菊池氏の末裔の意識を持っており、家臣の甲斐大膳･大蔵父子らと尊王攘夷派として活動した。
明治元年（1868年）、菊池姓への復姓を願い出て、翌明治2年（1869年）正月に菊池広次郎忠（すなお）と名乗った。同年、版籍奉還の際に東西米良村、三財村寒川（現西都市）他の領内の山林を全領民に分け与えて村民の基盤を整え、子弟の教育のために弘文館（後の米良小学校）を開設した。西南戦争の後、家督を嫡男の武臣に譲った。晩年は菊池神社宮司を務めた。明治40年（1907年）に77歳で没した。